# 기타타카네자와촌
기타타카네자와촌(北高根沢村)은 도치기현의 중동부, 시오야군에 속했던 촌이다.

## 역사
- 1889년 4월 1일 - 정촌제 시행에 의해 12개 촌의 구역을 확장해 시오야군 기타타카네자와촌이 성립하였다.
- 1958년 4월 1일 - 아쿠쓰정과 신설합병해, 다카네자와정이 성립하여, 동일 기타타카네자와촌은 폐지되었다.

## 교통

### 철도
- 일본국유철도 (현 동일본 여객철도)
  - 가라스야마선

## 참고문헌
『高根沢町史 通史編Ⅱ』高根沢町